# Museo Castrum Vivarii
Il Museo Demo Etnoantropologico e Storico-Archeologico Castrum Vivarii si trova nel Comune di Vivaro Romano, nella città metropolitana di Roma Capitale. Fondato nel 2013 con la volontà di valorizzare la storia del paese, il museo è ospitato all'interno di una torre di impianto medievale del castello Borghese di Vivaro.
La collezione museale raccoglie una serie di beni demo etnoantropologici e storico-archeologici: i primi fanno riferimento alla vita e al lavoro degli abitanti di Vivaro Romano, mentre i secondi sono materiali rinvenuti durante i lavori di restauro del Castello.
Dal 2018 il Museo Castrum Vivarii è accreditato in O.M.R. e, dal 2019, fa parte del sistema museale Medaniene.

## Storia del Museo

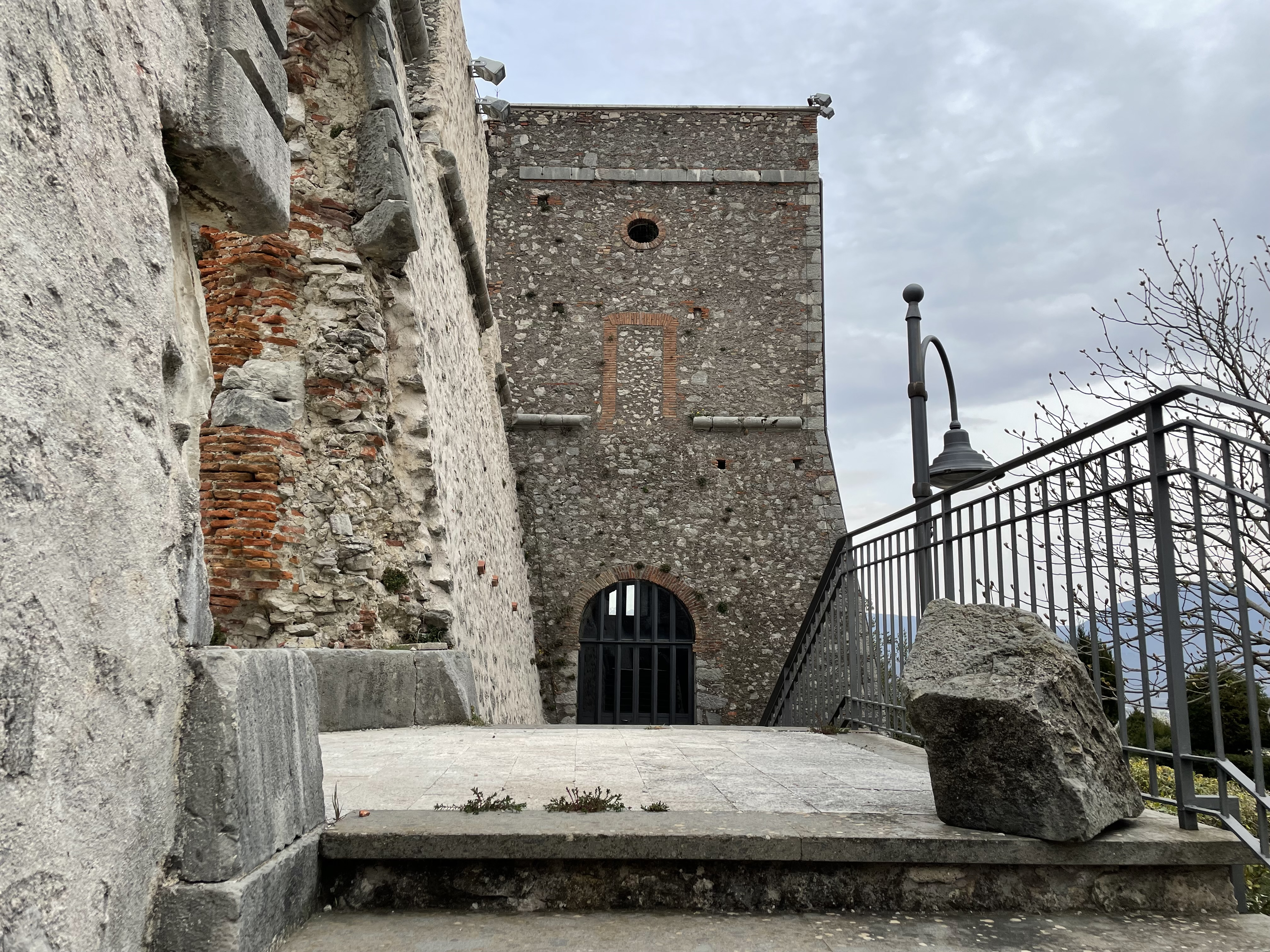
La Torretta del Castello, sede del Museo Castrum Vivarii

La storia del museo Castrum Vivarii e della sua fondazione, fortemente voluta dai cittadini di Vivaro, si intreccia inevitabilmente con la storia dello stesso borgo. Le origini del paese sono legate all'insediamento degli Equi, antico popolo dell'Italia centrale che per approvvigionare d'acqua Carseoli (moderna Carsoli), la collegarono con un acquedotto all'attuale fonte di San Benedetto, localizzata ai piedi del paese di Vivaro. Nel 299 a.C. i romani, sottomessi gli Equi, trasformarono Carseoli in una colonia latina e adibirono il territorio circostante all'allevamento di animali, chiamandolo, pertanto, Vivarum (vivaio), da cui Vivaro. Nel 90 a.C., quando i romani distrussero Carseoli, Vivaro passò dall'essere esclusivamente un terreno destinato al pascolo, a divenire un vero e proprio centro abitato stabilmente. Infatti, a seguito di questo evento, i coloni romani superstiti, assieme ai pastori equi che abitavano le aree circostanti, si rifugiarono in grotte e capanne nei dintorni del Colle Gennaro.
Durante le invasioni barbariche il territorio di Vivaro fece parte del Ducato Longobardo di Spoleto (568-774). A tal proposito, va ricordato che in questo periodo, per opera del conte longobardo Trasmondo, Vivaro fu donata all'Abbazia di Farfa. Infatti, un castello detto 'Vivaro' è citato per la prima volta nel 1012  tra le proprietà dell'Abbazia.
All'incirca verso la metà del '400 Vivaro passò nelle mani della famiglia Orsini, la quale vi costruì la celebre Rocca e il Palazzo Baronale. È da questo momento che la storia del borgo è strettamente legata a quella del castello. Infatti, la proprietà di entrambi passerà, nel corso dei secoli, nelle mani di diverse prestigiose famiglie romane: gli Orsini, i Brancaleone, i Ceuli, i Vitelli e i Borghese. Questi ultimi nel 1600 eleveranno il feudo di Vivaro, situato ai confini dello Stato Pontificio con il Regno di Napoli, a Principato.
Va sottolineato che i passaggi del borgo dalle mani di una famiglia a quelle di un'altra comportarono spesso distruzioni e razzie a cui, tuttavia, seguivano prontamente interventi di ricostruzione, data l'importanza strategica del paese.

Nel 1799, durante la Campagna Napoleonica in Italia, il fabbro ferraio Mastro Lavinio Ferruzzi, insieme ad altri compaesani rimasti fedeli allo Stato Pontificio, si rifugiò nel castello, mettendo in atto una strenua difesa. Trovatosi a corto di armi, l'uomo costruì un cannone in legno rinforzato da fasce metalliche che, probabilmente, fu portato in Francia come bottino di guerra dalle truppe napoleoniche dopo la presa del paese a circa due mesi dall'inizio della resistenza. A seguito di questa sconfitta la Rocca fu definitivamente distrutta e Vivaro incendiato.

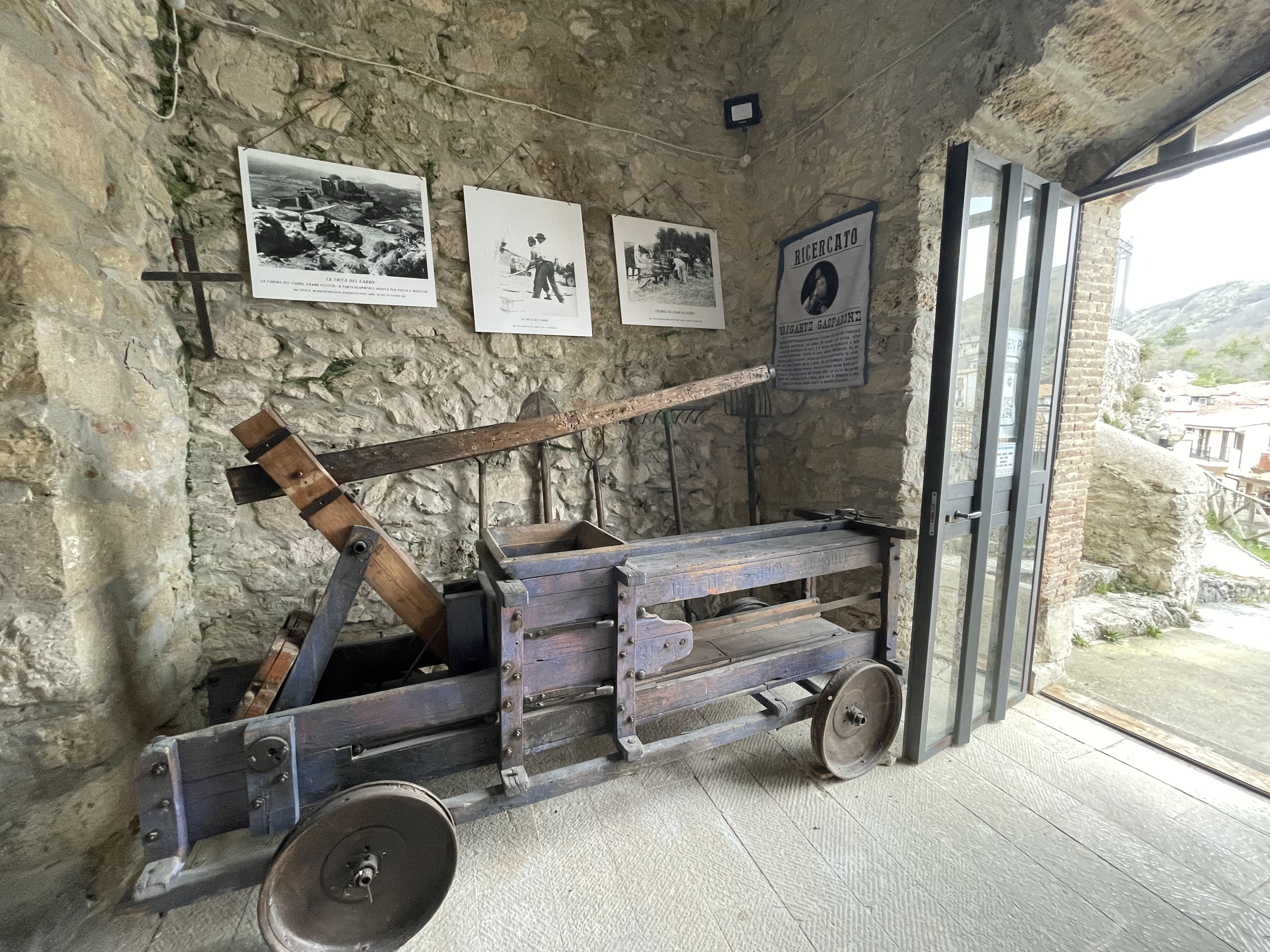
Ingresso del Museo Castrum Vivarii di Vivaro Romano

Al Musée de l'Armée di Parigi è esposto un cannone corrispondente a tale descrizione, la cui descrizione ne fa risalire la provenienza proprio all'Italia centrale.
A seguito della distruzione di Vivaro da parte delle truppe napoleoniche il paese tornò nelle mani dello Stato Pontificio e, nel 1870, con la presa di Roma, entrò a far parte dello Stato Italiano modificando il proprio nome in Vivaro Romano.

## Struttura del Museo
Il museo Castrum Vivarii si articola su due piani della torre di impianto medievale risalente al XV secolo del Castello Borghese. Quest'ultimo, è costruito direttamente sulla roccia che caratterizza lo sperone del Colle Gennaro (749 mt slm), propaggine del Monte Croce, il quale domina il paese attuale e la piana del Cavaliere, località in cui sorgeva l’antica Carseoli. La torre fu convertita in prigione già nel 1581, data a cui risale una descrizione di una visita alle carceri di Vivaro in cui è citata una torre molto umida adibita a carcere.

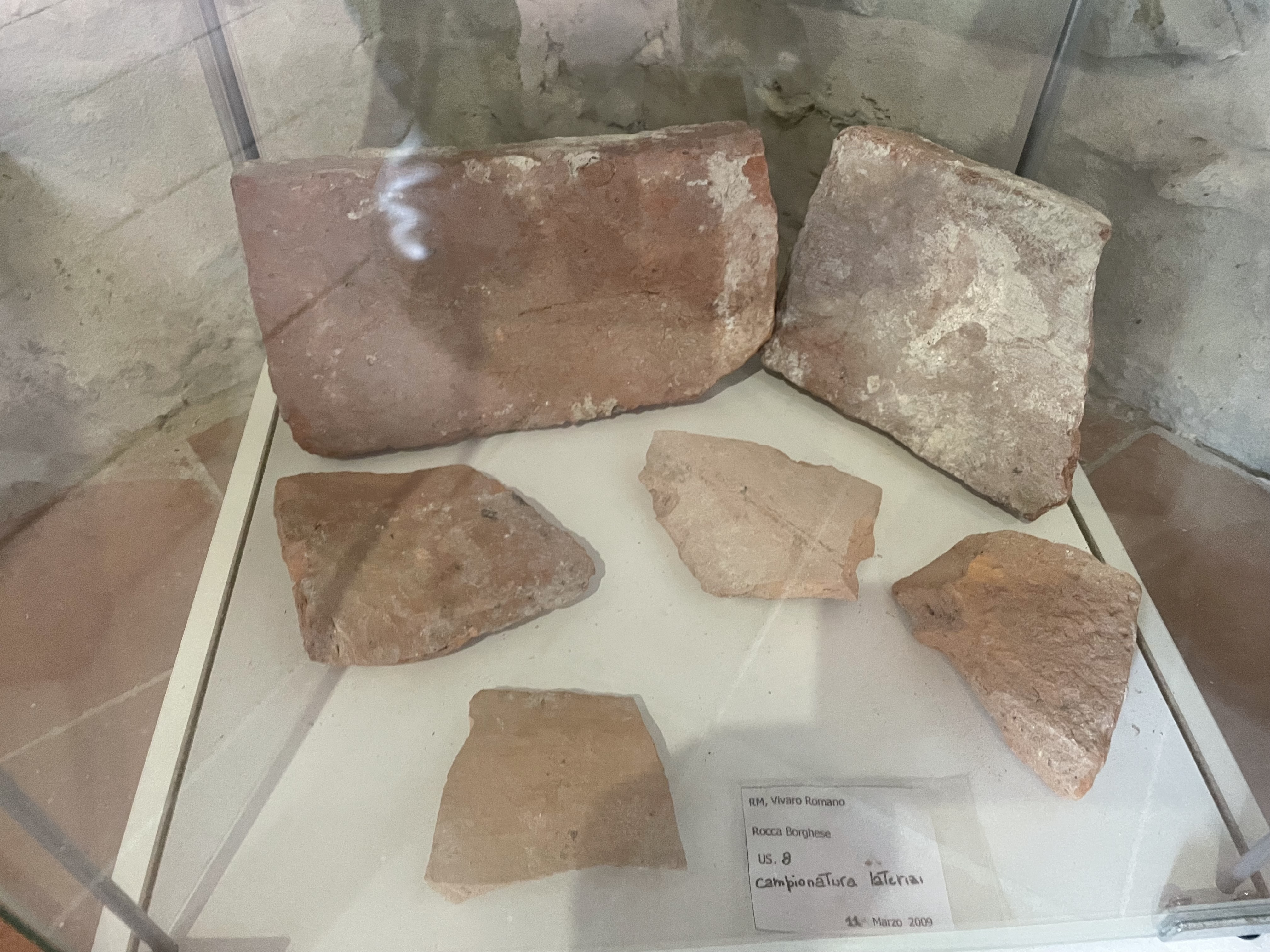
Frammenti fittili rinvenuti durante i lavori di restauro al Castello

Il castello subì nei secoli diversi interventi di restauro e di ampliamento commissionati da importanti famiglie nobiliari. Ciò che resta delle ricostruzioni effettuate dalla famiglia Orsini sono l’imponente cinta muraria del castello, la quale circonda un’area di circa 3.800 mq, le due torri gemelle che incorniciano la facciata, di cui resta in elevato solo quella relativa al primo piano dell'edificio e, in ultimo, la scalinata a doppia scalea che conduce all'ingresso del palazzo. Quest'ultimo, secondo le descrizioni delle fonti e degli scavi effettuati durante gli interventi di restauro, si sarebbe stato articolato su due piani aventi rispettivamente sedici stanze, una grande sala e una cappella dedicata a San Michele. Alla famiglia Borghese si attribuisce invece la costruzione di un grande arco situato all'ingresso del palazzo e, con molta probabilità, anche del suo portale di cui restano a oggi solo alcuni blocchi sagomati.

## La collezione

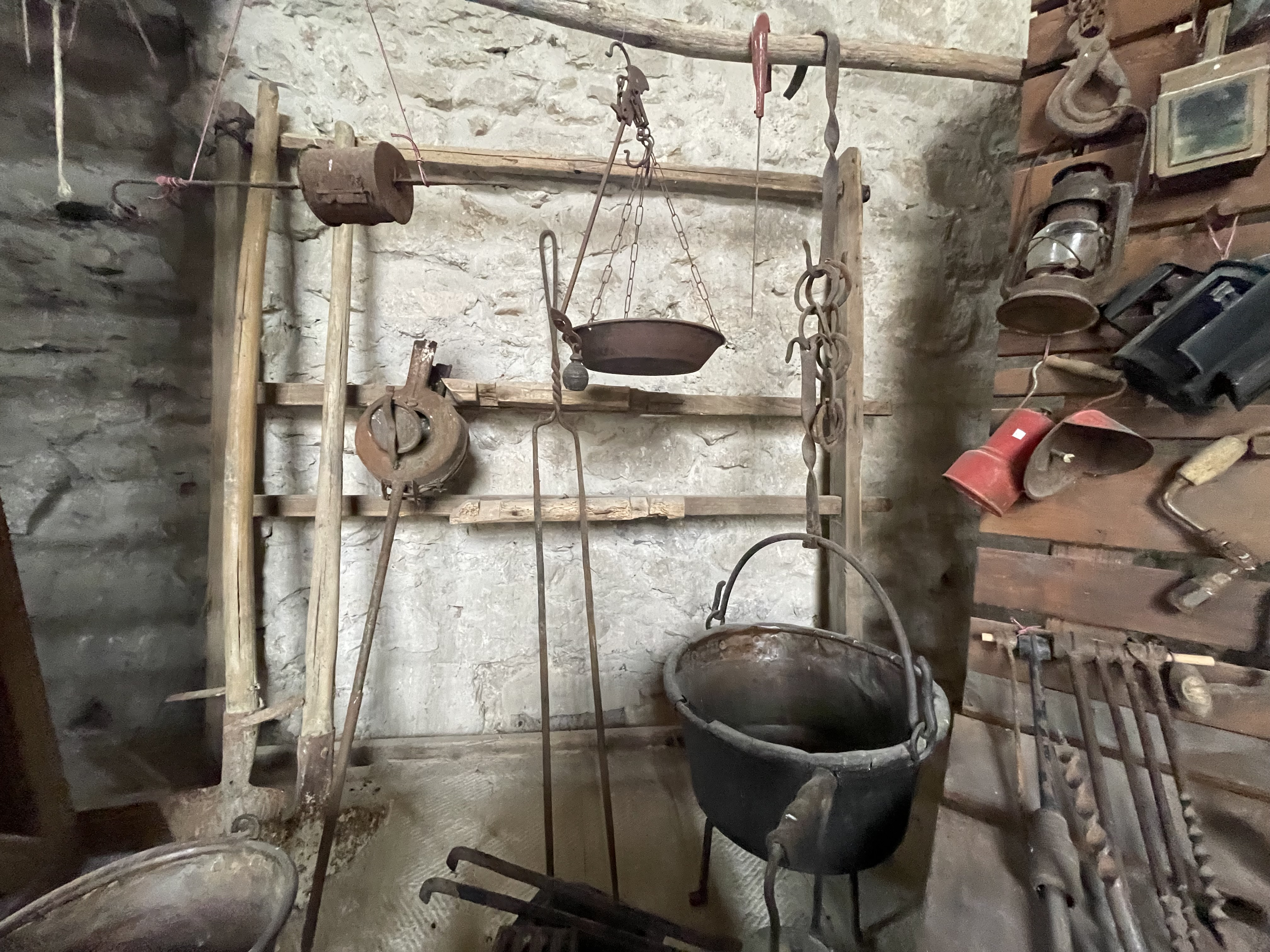
Parte della collezione demo etnoantropologica

L'allestimento museale del Castrum Vivarii è in continuo sviluppo, anche grazie al contributo della popolazione di Vivaro Romano.

### Collezione demo etnoantropologica
Il piano terra del Museo ospita la sezione demo etnoantropologica: un campionario di oggetti che raccontano la vita nelle case, campagne e botteghe artigiane di Vivaro Romano negli ultimi due secoli. In questa sala sono esposti, inoltre, pannelli illustrativi che ripercorrono puntualmente la storia del paese dall'età romana all'epoca contemporanea.

### Collezione storico-archeologica
Il secondo piano del museo ospita la sezione storico-archeologica: principalmente materiali rinvenuti durante i lavori di restauro del Castello Borghese.Inoltre, qui è stata allestita una stanza che riproduce le fattezze di una tipica abitazione del paese così come doveva apparire alla fine del XIX secolo.